# Augusto Valdez de Passos e Sousa
Augusto Valdez de Passos e Sousa (Elvas, 12 de Dezembro de 1886 - Cuanhama, Angola, 1 de Setembro de 1915) foi um militar português.

## Biografia
Filho varão mais novo de Rudolfo Augusto de Passos e Sousa (Chaves, 19 de Setembro de 1852 - Elvas, 1910), Coronel de Infantaria, e de sua mulher Angelina Augusta Travassos Valdez (Elvas, 27 de Março de 1860 - ?), filha natural de João Travassos Valdez (Elvas, 11 de Novembro de 1822 - Elvas, 2 de Março de 1901), General de Brigada, sobrinho paterno e sobrinho materno por afinidade e primo-sobrinho do 1.º Barão do Bonfim e 1.º Conde do Bonfim, e de Genoveva Lobo.
Oficial do Exército da Arma de Infantaria, de 1896 a 1903 foi antigo aluno e tirou o curso secundário do Real Colégio Militar, onde existe uma lápide comemorativa da sua notável acção e morte heróica na Província de Angola, e, após a frequência da Escola Politécnica de Lisboa, foi admitido na Escola do Exército, que frequentou entre 1907 e 1909 e onde concluiu o curso da sua Arma a 11 de Outubro de 1909.
Foi promovido ao posto de Alferes a 15 Novembro de 1910, sendo Aspirante a Oficial para o Batalhão de Caçadores N.º 4, onde serviu em Elvas. A 6 de Dezembro de 1911, foi colocado no Grupo de Metralhadoras N.º 4. A 1 de Junho de 1913, foi transferido para o Regimento de Infantaria N.º 17 e, a 1 de Dezembro de 1914, foi promovido ao posto de Tenente.
A 10 de Dezembro de 1914, tendo sido mobilizado com o seu Regimento, fez parte, neste posto, e dentro das Campanhas de Conquista e Pacificação, da Expedição ao Sul da Província de Angola, para onde marchou, sob o comando do General António Júlio da Costa Pereira de Eça, tendo chegado a Moçâmedes a 24 de Dezembro de 1914, e participando nas Operações do Cuanhama até ao seu trágico fim.
Foi gravemente ferido no Combate da Môngua, no Cuanhama, onde se portou com bravura, a 19 ou 20 de Agosto de 1915, morrendo em consequência dos seus ferimentos.
Era irmão do General Aníbal César Valdez de Passos e Sousa e do Coronel Abílio Augusto Valdez de Passos e Sousa.